# Nova Bandeirantes
Nova Bandeirantes este un oraș în Mato Grosso (MT), Brazilia.